# نعمان غلامی
نعمان غلامی (زاده ۱۳۴۰ ملکشاهی) سرتیپ سپاه پاسداران انقلاب اسلامی است، که هم‌اکنون به‌عنوان مشاور فرمانده کل سپاه پاسداران فعالیت می‌کند. وی در طول جنگ ایران و عراق از اعضای سپاه پاسداران بود و جانشینی فرمانده لشکر ۱۱ امیرالمؤمنین را برعهده داشت.
غلامی از ۱۳۸۰ تا ۱۳۸۶ فرمانده منطقه مقاومت بسیج ایلام بود، از ۱۳۸۶ تا ۱۳۸۷ به‌عنوان فرمانده منطقه مقاومت بسیج سیستان و بلوچستان فعالیت می‌کرد، از ۱۳۹۰ تا ۱۳۹۴ معاون بازرسی سازمان بسیج مستضعفین بود و در فاصله سال‌های ۱۳۹۴ تا ۱۳۹۷ ریاست سازمان بسیج سازندگی را برعهده داشت.
او از ۱۳۹۷ تا ۱۳۹۹ به‌عنوان معاون هماهنگ‌کننده سازمان بسیج مستضعفین فعالیت می‌کرد، از ۱۳۹۸ تا ۱۴۰۰ رئیس هیئت مدیره بنیاد تعاون بسیج بود و در فاصله سال‌های ۱۳۹۹ تا ۱۴۰۳ فرماندهی دانشگاه افسری و تربیت پاسداری امام حسین را برعهده داشت.